# One Last Dance (film, 2003)
Pour les articles homonymes, voir One Last Dance.
Pour plus de détails, voir Fiche technique et Distribution.
One Last Dance est un film canadien réalisé par Lisa Niemi, sorti en 2003.

## Synopsis
À la mort du brillant directeur artistique de Dance Motive, une fameuse compagnie chorégraphique new-yorkaise, trois anciennes gloires de la danse décident de mettre en scène un ballet inédit, créé pour eux à l'origine, mais jamais présenté au public. Ce spectacle est leur dernière chance de réaliser un rêve : revenir sur scène, mais aussi, revivre intensément l'amour de danser.

## Fiche technique
- Titre : One Last Dance
- Réalisation : Lisa Niemi
- Scénario : Lisa Niemi et Kevin Bernhardt
- Production : Rhonda Baker, Lisa Niemi, Roma Roth et Patrick Swayze
- Musique : Stacy Widelitz
- Photographie : Albert J. Dunk
- Pays d'origine :  Canada
- Format : Couleurs - 1,85:1 - Dolby Digital
- Genre : Drame, romance
- Durée : 101 minutes
- Dates de sortie : 
  -  États-Unis : 4 avril 2003
  -  France : 23 mars 2006 en DVD

## Distribution
- Patrick Swayze (VF : Richard Darbois) : Travis MacPhearson
- Lisa Niemi (VF : Dominique Dumont) : Chrissa Lindh
- George De La Pena : Max Delano
- Matthew Walker : Alex McGrath
- Stefan Wenta (VF : Patrick Préjean) : Orest
- Kathryn Bradney : Denise
- Rasta Thomas : Timmy